# Lichenochora mediterraneae
Lichenochora mediterraneae är en lavart som beskrevs av Calat., Nav.-Ros. & E. Calvo 2000. Lichenochora mediterraneae ingår i släktet Lichenochora, ordningen Phyllachorales, klassen Sordariomycetes, divisionen sporsäcksvampar och riket svampar.   Inga underarter finns listade i Catalogue of Life.